# Epicauta fabricii
Epicauta fabricii är en skalbaggsart som först beskrevs av Leconte 1853.  Epicauta fabricii ingår i släktet Epicauta och familjen oljebaggar. Inga underarter finns listade i Catalogue of Life.